# Убийство Кеннета Чемберлена-старшего
Убийство Кеннета Чемберлена-старшего полицией США произошло 19 ноября 2011 года в квартире Кеннета в Уайт-Плейнсе (штат Нью-Йорк). После того, как его медицинская сигнализация LifeAid случайно сработала, полиция приехала к нему домой и потребовала, чтобы он открыл входную дверь. Несмотря на его возражения и заявления о том, что помощь ему не нужна, полиция выломала дверь в квартиру. По данным полиции, Чемберлен напал на них с ножом, его ударили электрошокером, а затем застрелили.
Чемберлен был 68-летним чернокожим морским пехотинцем в отставке и ветераном Департамента исправительных учреждений округа Уэстчестер с 20-летним стажем. Он носил кулон с медицинской сигнализацией из-за хронической проблемы с сердцем.
По данному инциденту в 2019 году был снят фильм «Убийство Кеннета Чемберлена».

## Убийство
Примерно в 5:22 утра 19 ноября 2011 года Чемберлен находился дома в государственном жилищном комплексе Уинбрук по адресу 135 С. Лексингтон Авеню в Уайт-Плейнс (штат Нью-Йорк). Его кулон медицинского оповещения LifeAid сработал, отправив предупреждение оператору службы поддержки клиентов, который, в свою очередь, позвонил в Департамент общественной безопасности города Уайт-Плейнс.
В ответ были направлены сотрудники полиции, пожарные и врачи скорой медицинской помощи. Полиция постучала в дверь квартиры Чемберлена. Он сказал им через дверь, что он им не звонил, не нуждается в помощи, ему не требуется неотложная медицинская помощь, и попросил их уйти. Полиция отказалась покинуть жилищный комплекс и настояла на том, чтобы Чемберлен открыл дверь. На протяжении всего инцидента в квартире велась аудиозапись с помощью устройства LifeAid. Полиция стала более настойчивой и начала стучать в дверь. Затем Чемберлен связался с оператором LifeAid и попросил их о помощи. Он заявил, что сотрудники полиции Уайт-Плейнс собираются войти в его квартиру и убить его. Полиция продолжала стучать в дверь, а затем примерно час пыталась взломать её.
Выломав дверь, они проникли в квартиру Чемберлена. Полиция утверждает, что Чемберлен напал на них с мясницким ножом, когда они выломали дверь. Семья Чемберлена утверждает, что пожилой Кеннет был безоружен и не сопротивлялся. Полицейские использовали против него электрошокер, а затем выстрелили в него резиновыми шариками из дробовика. Чемберлен якобы продолжал нападать на полицейских с ножом, когда офицер Энтони Карелли (чьё имя не разглашалось более четырёх месяцев после инцидента) дважды выстрелил ему в грудь боевыми патронами. Камера, установленная на электрошокере, зафиксировала его срабатывание, но во время стрельбы не работала. Позже Чемберлен скончался во время операции в больнице Уайт-Плейнса.

## Вскрытие
Вскрытие, проведённое 21 ноября 2011 года, показало, что одна пуля попала Чемберлену в бок, прошла через его правую руку, а затем через оба лёгких. Другая пуля, скорее всего, прошла мимо. Вскрытие, проведённое главным судмедэкспертом округа Уэстчестер Кунджлатой Ашар, также выявило ожоги электрошокером на шее и животе Чемберлена. В крови Чемберлена содержалось 0,11 промилле алкоголя и миорелаксант циклобензаприн. Вскрытие не выявило в организме Чемберлена «никаких наркотиков».
Кеннет Чемберлен-младший заявил: «Я рад, что вскрытие завершилось и показало, что руки моего отца были по бокам. Это показывает, что мой отец не был агрессором и что смертоносная сила не была необходима».

## Последствия

### Бездействие окружного прокурора и большого жюри
В 2012 году большое жюри рассмотрело дело и решило, что сотрудникам полиции, причастным к убийству, не будет предъявлено никаких уголовных обвинений. Окружной прокурор Уэстчестера Джанет ДиФьоре (ныне[когда?] главный судья штата Нью-Йорк) защищала своё решение не возбуждать уголовное дело против Карелли и его коллег на том основании, что они «действовали надлежащим образом» и что «не было разумных оснований» предъявлять Карелли обвинение в убийстве. ДиФьоре также не приняла никаких дисциплинарных мер против офицера Стивена Харта за то, что он назвал Чемберлена «ниггером».

### Расследование управления полиции
В мае 2012 года мэр Уайт-Плейнса Томас Роуч объявил, что привлечёт «сторонних экспертов для проведения широкого расследования» политики городского полицейского управления. Председателем комиссии была доктор Мария Хаберфельд, профессор политологии Колледжа уголовного правосудия Джона Джея и академический координатор Исполнительного института полиции Нью-Йорка.
После четырёхмесячного расследования в отчёте был сделан вывод, что убийство Чемберлена было оправданным, поскольку оно произошло «после переговоров и когда все несмертельные средства оказались безуспешными». Адвокаты семьи и такие группы, как «Чёрные в правоохранительных органах Америки» (BLEA), раскритиковали отчёт за то, что он не рассмотрел и не затронул различные вопросы.

### Федеральное расследование
Семья Чемберлена обратилась к генеральному прокурору США Эрику Холдеру и прокурору Южного округа Нью-Йорка Приту Бхараре с просьбой провести «уголовное расследование». В мае 2012 года прокуратура США объявила, что будет расследовать, был ли нарушен федеральный закон о гражданских правах. В январе 2018 года федеральная прокуратура решила не выдвигать никаких обвинений.

### Петиция
Интернет-петицию создал сын Кеннета Чемберлена-старшего. К 6 апреля 2012 года она собрала почти 200 000 подписей. В петиции он требует положить конец неправомерным действиям и жестокости полиции, а также предъявить причастным к этому инциденту офицерам «обвинение в убийстве и нарушении гражданских прав». Петиция была передана окружному прокурору округа Уэстчестер Джанет ДиФьоре.
Чемберлен-младший сказал, что его вдохновила петиция, распространенная в Интернете родителями жертвы стрельбы Трейвона Мартина: «Я подписал петицию Трейвона, сел и подумал: „Может быть, мне стоит подать петицию“». По состоянию на 3 мая 2012 года петиция собрала не менее 208 000 подписей.

### Гражданский иск
2 июля 2012 года сын жертвы, Кеннет Чемберлен-младший, подал федеральный гражданский иск на сумму 21 миллион долларов против города Уайт-Плейнс и полицейского управления Уайт-Плейнса. В ноябре 2012 года семья Чемберленов изменила исковые требования, потребовав от города изменить полицейские процедуры в отношении психически больных.
Дело было передано в суд 7 ноября 2016 года. Присяжные не признали виновными ни полицию, ни город. Семья подала апелляцию, утверждая, что судья неправомерно исключил доказательства.
Апелляционный суд заслушал жалобу 22 марта 2018 года. В июне 2020 года апелляционный суд постановил, что федеральный судья допустила ошибку, отклонив некоторые[какие?] требования в иске, поданном в 2011[что?] году. Постановление восстанавливает требования о несмертельном превышении силы и незаконном проникновении при убийстве Чемберлена. Суд установил, что в иске содержится достаточное количество утверждений, что «разумный и опытный офицер не имеет оснований полагать, что проникновение в квартиру необходимо». Сын Чемберлена выразил радость, услышав постановление, сказав: «Апелляционный суд подтвердил то, что мы знали с самого начала: что они нарушили права моего отца, предусмотренные четвёртой поправкой». Чемберлен-младший и его адвокаты отметили и сочли уместным, что это решение было принято во время общенациональных протестов после убийства Джорджа Флойда.

## Расизм
Обвинения в расизме были выдвинуты [кем?] против причастных к этому полицейских, окружного прокурора Джанет ДиФьоре, а также правоохранительных органов и систем правосудия, которые не хотели реагировать на инцидент. Сын Чемберлена, Кеннет Чемберлен-младший, обсудил эти вопросы с адвокатом Мэйо Бартлеттом в программе «Демократия сейчас», подчеркнув абсурдность того, что полиция застрелила человека, на помощь которому её вызвали, а также необычную задержку в расследовании большого жюри. Чемберлен-младший сказал: «Я не пытался превратить это в какое-либо убийство на расовой почве, пока мы не услышали запись», в частности, использование Хартом слова «ниггер». Чемберлен-младший сказал, что его адвокаты подали исковое уведомление, информируя город, Департамент общественной безопасности Уайт-Плейнса и Жилищное управление Уайт-Плейнса о том, что они должны ожидать иска о смерти в результате противоправных действий.
В знак протеста против расизма и неисполнения служебных обязанностей окружным прокурором Джанет ДиФьоре были проведены демонстрации. Дэймон К. Джонс, представляющий чернокожих в правоохранительных органах США, потребовал, чтобы офис Прита Бхарары провёл расследование в отношении ДиФьоре.

### Департамент полиции Уайт-Плейнса
Адвокат Мэйо Бартлетт отмечает, что полицейская система Уайт-Плейнса писала свои отчёты, чтобы скрыть расизм и правонарушения со стороны офицеров. В их стенограмме инцидента не упоминается использование Хартом слова «ниггер», а также информация о том, что первоначальный звонок был связан с необходимостью оказания неотложной медицинской помощи. Комиссар общественной безопасности Дэвид Чонг заявил 3 мая 2012 года, что Департамент полиции проведёт внутреннюю проверку инцидента и будет полностью сотрудничать с независимым расследованием, которое будет проведено группой экспертов, чтобы проанализировать политику и процедуры департамента и рекомендовать любые улучшения.